# اچ‌دی ۵۶۹۲۵
اچ‌دی ۵۶۹۲۵ یک ستاره است که در صورت فلکی سگ بزرگ قرار دارد.